# Benny Bailey
Ernest Harold 'Benny' Bailey (Cleveland, 13 augustus 1925 - Amsterdam, 14 april 2005) was een Amerikaanse bebop- en hard-bop-trompettist, bugelist en zanger in de jazz.

## Biografie
Bailey had in zijn jeugdjaren piano- en fluit-les, maar hij stapte later over op de trompet en concentreerde zich op dat instrument tijdens zijn studie aan het Cleveland Institute of Music. Hij werd beïnvloed door een andere trompettist uit zijn geboortestad, Tadd Dameron en later zou Bailey op zijn beurt weer invloedrijk zijn voor andere musici uit de stad, zoals Bill Hardman, Bobby Few, Albert Ayler, Frank Wright en Bob Cunningham. Bailey speelde overigens met een andere muzikant uit Cleveland, 'Big T' Tony Lovano, de vader van saxofonist Joe Lovano.
In de vroege jaren 40 werkte Bailey met Bull Moose Jackson en Scatman Crothers. Later werkte hij in de bigband van Dizzy Gillespie (1947) en speelde hij (vanaf 1948) in het orkest van Lionel Hampton. Tijdens een Europese toer met Hampton in 1953 besloot hij in Europa te blijven hangen en vestigde hij zich in Zweden, waar hij werkte in de bigband van Harry Arnold. Bailey had een voorkeur voor bigbands en hij speelde in Europa in verschillende bigbands, waaronder de 'Kenny Clarke/Francy Boland Big Band'. Rond 1960 keerde hij enige tijd terug naar Amerika om te kunnen werken met Quincy Jones. In die tijd werkte hij mee aan een album van Freddie Redd's sextet voor Blue Note. Na zijn terugkeer in Europa woonde hij in Duitsland, waar hij lid was van het RIAS Tanzorchester in Berlijn (onder leiding van Werner Müller). Tevens had hij eigen groepen, waarin onder meer Joe Haider en Kurt Bong speelden.
In 1969 speelde hij met Eddie Harris en Les McCann op het Montreux Jazz festival, een optreden dat uitkwam op de plaat Swiss Movement. In 1972 verving hij in het orkest van Kurt Edelhagen de trompettist Shake Keane en van 1972 tot 1978 was hij lid van de bigband van George Gruntz. In de jaren 80 werkte hij voor verschillende radio-orkesten, daarnaast had hij eigen groepen. Verder werkte hij samen met onder andere Phil Woods, Sarah Vaughan, Klaus Weiss en de Paris Reunion Band. In 1988 werkte hij met de Britse klarinettist Tony Coe.
Bailey vestigde zich uiteindelijk in Amsterdam, waar hij tot aan zijn overlijden woonde. Van hem verscheen regelmatig een album onder eigen naam. Hij speelde ook mee op opnames van onder meer Eric Dolphy, Stan Getz, Count Basie, Peter Herbolzheimer, Miles Davis, Benny Golson, Jon Eardley, Phineas Newborn en Roman Schwaller.
Bailey overleed in zijn woning in Amsterdam op 14 april 2005.

## Discografie
- Quincy - Here We Come (Metronome, 1959) ook uitgekomen onder de titel The Music of Quincy Jones (Argo, 1961)
- Big Brass (Candid, 1960)
- Soul Eyes - (MPS 1968)
- Folklore in Swing (MPS, 1966)
- The Balkan in My Soul(MPS, 1968)
- Soul Eyes: Jazz Live at the Domicile Munich (MPS 1968)
- Mirrors (The Amazing Benny Bailey) (gearrangeerd en geleid door Francy Boland (Freedom 1971)
- Islands (Enja 1976)
- Serenade to a Planet (Ego 1976)
- East of Isar (Ego 1978) - The Sal Nistico-Benny Bailey Quintet
- Grand Slam (Jazzcraft 1978)
- While My Lady Sleeps (Gemini 1990)
- No Refill (TCB Records1994)
- Angel Eyes (Laika 1995)
- Peruvian Nights (TCB 1996)
- I Thought About You (Laika 1996)
- The Satchmo Legacy (Enja 2000)
- The Rainbow People (Steeplechase 2002)

Met Count Basie
- Basie in Sweden (Roulette, 1962)

Met de Kenny Clarke/Francy Boland Big Band
- Jazz Is Universal (Atlantic, 1962)
- Handle with Care (Atlantic, 1963)
- Now Hear Our Meanin' (Columbia, 1963 [1965])
- Swing, Waltz, Swing (Philips, 1966)
- Sax No End (SABA, 1967)
- Out of the Folk Bag (Columbia, 1967)
- 17 Men and Their Music (Campi, 1967)
- All Smiles (MPS, 1968)
- Faces (MPS, 1969)
- Latin Kaleidoscope (MPS, 1969)
- Fellini 712 (MPS, 1969)
- All Blues (MPS, 1969)
- More Smiles (MPS, 1969)
- Clarke Boland Big Band en Concert avec Europe 1 (Tréma, 1969 [1992])
- Off Limits (Polydor, 1970)
- November Girl (Black Lion, 1970 [1975]) met Carmen McRae
- Change of Scenes (Verve, 1971) met Stan Getz

Met Eric Dolphy
- Berlin Concerts (1961)

Met Stan Getz
- Imported from Europe (Verve, 1958)

Met Dizzy Gillespie
- The Complete RCA Victor Recordings (Bluebird, 1937-1949, [1995])

Met Benny Golson
- Stockholm Sojourn (Prestige, 1964)

Met Dexter Gordon
- Sophisticated Giant (Columbia, 1977)

Met Quincy Jones
- Quincy's Home Again (Metronome, 1958) - ook uitgekomen onder de titel Harry Arnold + Big Band + Quincy Jones = Jazz! (EmArcy)
- I Dig Dancers (Mercury, 1960)

Met Freddie Redd
- Redd's Blues (Blue Note, 1961)

Met Sahib Shihab
- Companionship (Vogue Schallplatten, 1964-70 [1971])

Met Randy Weston
- Uhuru Afrika (Roulette, 1960)

Met Jimmy Witherspoon
- Some of My Best Friends Are the Blues (Prestige, 1964)

Met Phil Woods
- Rights of Swing (Candid, 1961)